# Jools Holland

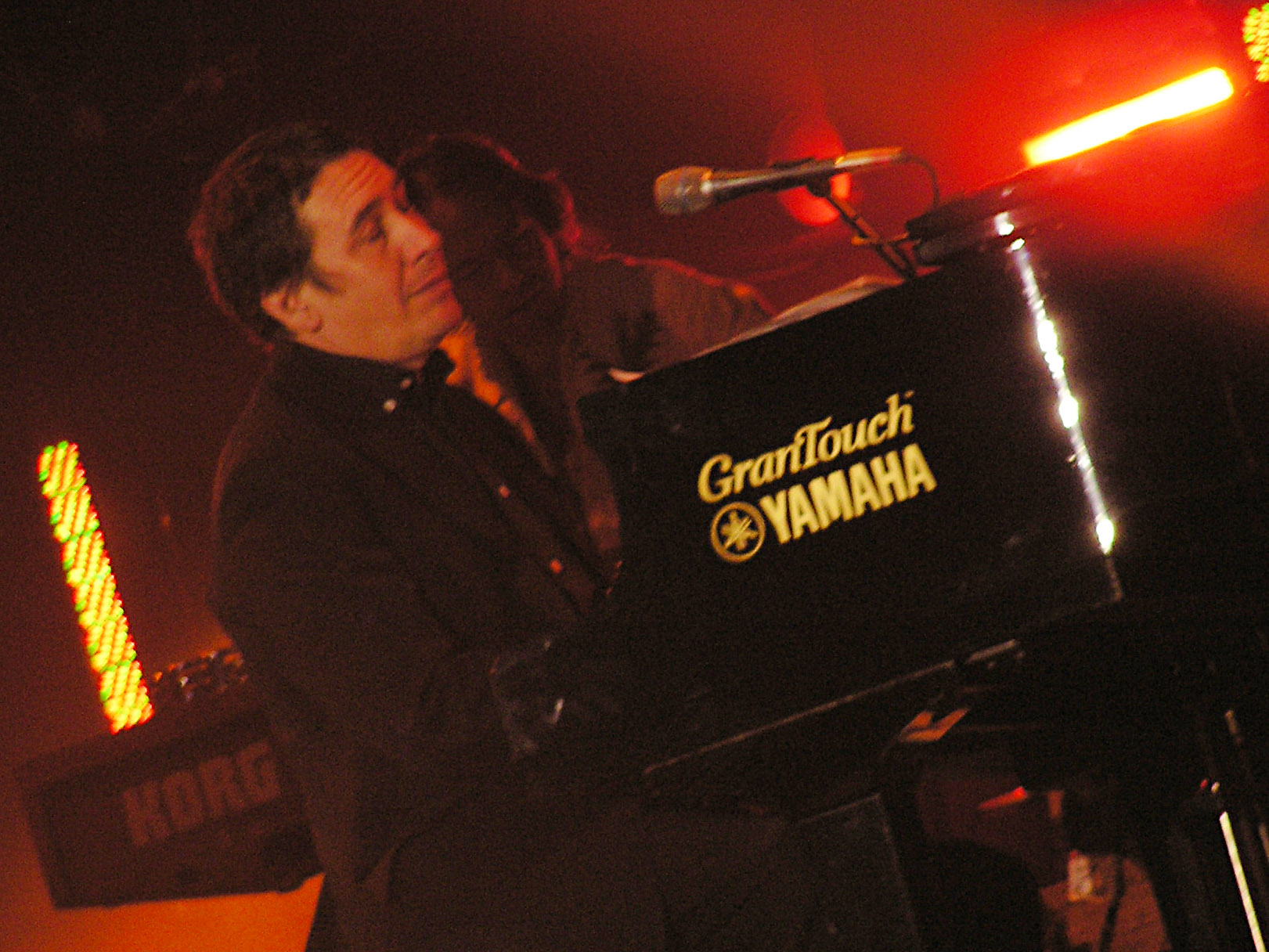
Jools Holland in Cardiff (2005)

Julian Miles Holland, OBE (* 24. Januar 1958 in Blackheath, London) ist ein britischer Pianist, Orchesterchef und Fernsehmoderator.

## Leben und Wirken
Jools Holland war 1974 als Keyboarder Gründungsmitglied der Band Squeeze, die er im August 1980 verließ. Seine Solokarriere begann er bereits 1978 mit der EP Boogie Woogie ’78. 1987 legte Holland den Grundstein für seine 18-köpfige Tourband The Rhythm & Blues Orchestra, die oft durch die Sängerinnen Sam Brown und Ruby Turner verstärkt wird.
Seine Karriere als Fernsehmoderator begann in der Musiksendung The Tube, die er zusammen mit Paula Yates präsentierte. Seit 1992 präsentiert er die Sendung Later with Jools Holland, in der er sowohl bekannte Künstler als auch Newcomer verschiedener Musikrichtungen vorstellt.
Jools Holland hat bereits mit zahlreichen bekannten Musikern gespielt, darunter Van Morrison, Peter Gabriel, David Gilmour, Chuck Berry, B.B. King, Tom Jones, Sugababes, George Harrison, Ringo Starr, Eric Clapton, Pearl Jam, Norah Jones, Paolo Nutini, Beverley Knight, Sting, James Dean Bradfield, Herbert Grönemeyer, Luther Vandross, Sandie Shaw, Axel Zwingenberger. Er spielte das Klaviersolo im Hit Good thing der Fine Young Cannibals.
Im Juni 2003 wurde Holland für seine Verdienste um die britische Musikindustrie zum Officer of the British Empire ernannt. Am 29. August 2005 heiratete Holland in der St James’ Church in Cooling, Kent, seine langjährige Partnerin, Christabel McEwen, eine Bildhauerin.
Holland wirkte am 29. November 2002, ein Jahr nach George Harrisons Tod, mit der Sängerin Sam Brown am Concert for George in der Royal Albert Hall in London mit. Ihr gemeinsamer Beitrag war Horse to the Water.
Holland lebt in Westcombe Park bei Blackheath im Süd-Osten von London.

## Publikationen
- mit Dora Loewenstein: The Rolling Stones. A Life On the Road. Penguin Studio, New York 1998.

## Diskografie

### Studioalben
| Jahr | Titel                                   | Höchstplatzierung, Gesamtwochen, AuszeichnungChartplatzierungen (Jahr, Titel, Platzierungen, Wochen, Auszeichnungen, Anmerkungen) | Höchstplatzierung, Gesamtwochen, AuszeichnungChartplatzierungen (Jahr, Titel, Platzierungen, Wochen, Auszeichnungen, Anmerkungen) | Höchstplatzierung, Gesamtwochen, AuszeichnungChartplatzierungen (Jahr, Titel, Platzierungen, Wochen, Auszeichnungen, Anmerkungen) | Höchstplatzierung, Gesamtwochen, AuszeichnungChartplatzierungen (Jahr, Titel, Platzierungen, Wochen, Auszeichnungen, Anmerkungen) | Anmerkungen                                                 |
| Jahr | Titel                                   | DE | AT | CH | UK | Anmerkungen                                                 |
| ---- | --------------------------------------- | --- | --- | --- | --- | ----------------------------------------------------------- |
| 1990 | World Of His Own                        | — | — | — | UK71 (1 Wo.)UK | Erstveröffentlichung: 1990                                  |
| 1996 | Sex & Jazz & Rock ’n’ Roll              | — | — | — | UK73 (3 Wo.)UK | Erstveröffentlichung: 1996 mit The Rhythm & Blues Orchestra |
| 1997 | Lift The Lid                            | — | — | — | UK50 (2 Wo.)UK | Erstveröffentlichung: 1997 mit The Rhythm & Blues Orchestra |
| 1998 | The Best Of                             | — | — | — | UK90 Silber · (4 Wo.)UK | Erstveröffentlichung: 1998                                  |
| 2000 | Hop The Wag                             | — | — | — | UK82 Silber · (5 Wo.)UK | Erstveröffentlichung: 2000                                  |
| 2001 | Small World Big Band                    | — | — | — | UK8 ×2Doppelplatin · (40 Wo.)UK                                                                                                   | Erstveröffentlichung: 2001                                  |
| 2002 | More Friends – Small World Big Band 2   | — | — | — | UK17 Platin · (19 Wo.)UK | Erstveröffentlichung: 2002                                  |
| 2003 | Jack O The Green – Small World Big Band | — | — | — | UK39 Gold · (10 Wo.)UK | Erstveröffentlichung: 2003 mit The Rhythm & Blues Orchestra |
| 2004 | Tom Jones & Jools Holland               | — | — | — | UK5 Gold · (15 Wo.)UK | Erstveröffentlichung: 2004 mit Tom Jones                    |
| 2005 | Swinging The Blues Dancing The Ska      | — | — | — | UK36 Gold · (10 Wo.)UK | Erstveröffentlichung: 2005 mit The Rhythm & Blues Orchestra |
| 2006 | Moving Out To The Country               | — | — | — | UK45 Silber · (5 Wo.)UK | Erstveröffentlichung: 2006 mit The Rhythm & Blues Orchestra |
| 2007 | Best of Friends                         | — | — | — | UK9 Gold · (10 Wo.)UK | Erstveröffentlichung: 2007                                  |
| 2008 | The Informer                            | — | — | — | UK48 Silber · (5 Wo.)UK | Erstveröffentlichung: 2008 mit The Rhythm & Blues Orchestra |
| 2010 | Rocking Horse                           | — | — | — | UK43 (5 Wo.)UK | Erstveröffentlichung: 2010 mit The Rhythm & Blues Orchestra |
| 2012 | The Golden Age Of Song                  | — | — | — | UK11 Gold · (19 Wo.)UK | Erstveröffentlichung: 2012 mit The Rhythm & Blues Orchestra |
| 2014 | Sirens Of Song                          | — | — | — | UK25 Silber · (10 Wo.)UK | Erstveröffentlichung: 2014 mit The Rhythm & Blues Orchestra |
| 2015 | Jools & Ruby                            | — | — | — | UK39 (6 Wo.)UK | Erstveröffentlichung: 2015 mit Ruby Turner                  |
| 2016 | Piano                                   | — | — | — | UK78 (2 Wo.)UK | Erstveröffentlichung: 2016                                  |
| 2017 | As You See Me Now                       | — | — | — | UK24 (6 Wo.)UK | Erstveröffentlichung: 2017 mit José Feliciano               |
| 2018 | A Lovely Life To Live                   | — | — | — | UK61 (1 Wo.)UK | Erstveröffentlichung: 2018 mit Marc Almond                  |
| 2021 | Pianola – Piano & Friends               | — | — | — | UK72 (1 Wo.)UK | Erstveröffentlichung: 2021                                  |
| 2024 | Swing Fever                             | DE4 (2 Wo.)DE | AT4 (5 Wo.)AT | CH5 (4 Wo.)CH | UK1 Silber · (5 Wo.)UK | Erstveröffentlichung: 23. Februar 2024 mit Rod Stewart      |

Weitere Alben
- 1978: Boogie Woogie ’78
- 1981: Jools Holland Meets Rock ’A’ Boogie Billiy
- 1991: The Full Completement
- 1992: The A-Z Geographer’s Guide to the Piano
- 1994: Solo Piano
- 1994: Live Performance
- 1999: Sunset over London
- 2002: Jools Holland’s Big Band Rhythm & Blues
- 2005: Beatroute
- 2011: Jools Holland & Friends

### Singles
| Jahr | Titel Album                           | Höchstplatzierung, Gesamtwochen, AuszeichnungChartsChartplatzierungen (Jahr, Titel, Album, Platzierungen, Wochen, Auszeichnungen, Anmerkungen) | Anmerkungen                                                 |
| Jahr | Titel Album                           | UK | Anmerkungen                                                 |
| ---- | ------------------------------------- | --- | ----------------------------------------------------------- |
| 1996 | Count To Ten Sex & Jazz & Rock & Roll | UK78 (1 Wo.)UK | Erstveröffentlichung: 1996 mit The Rhythm & Blues Orchestra |
| 1997 | I’m In A Dancing Mood Lift The Lid    | UK91 (1 Wo.)UK | Erstveröffentlichung: 1997 mit The Rhythm & Blues Orchestra |
| 2003 | I’m In The Mood For Love –            | UK29 (3 Wo.)UK | Erstveröffentlichung: 2001 mit Jamiroquai                   |
| 2004 | It’ll Be Me Tom Jones & Jools Holland | UK84 (1 Wo.)UK | Erstveröffentlichung: 2004 mit Tom Jones                    |

Weitere Singles
- 1992: Together Again (mit Sam Brown)